# El Pujolet (Navès)
El Pujolet és una masia situada al municipi de Navès, a la comarca catalana del Solsonès.